# Olympische Sommerspiele 2016/Segeln – 49erFX (Frauen)
Die Segelregatta mit dem 49er FX der Frauen bei den Olympischen Sommerspielen 2016 in Rio de Janeiro wurde vom 12. bis 18. August 2016 ausgetragen.

## Titelträger
| Weltmeisterinnen | Kahena Kunze / Martine Grael | Santander 2014 |

## Zeitplan
| ● | Regatta | ● | Medal Race |

| Datum   | August  | August  | August  | August  | August   | August  | August  |
| Datum   | 12. Fr. | 13. Sa. | 14. So. | 15. Mo. | 16. Di.  | 17. Mi. | 18. Do. |
| ------- | ------- | ------- | ------- | ------- | -------- | ------- | ------- |
| Regatta | 1/2/3   | 4/5/6   | frei    | 7/8/9   | 10/11/12 | frei    | ●       |

## Ergebnisse
| - † = Streichergebnis - UFD = "U" flag disqualification - BFD = "Black" flag disqualification - RDG = Redress given (Anerkannte Abhilfe) - DNF = Did not finish (Rennen nicht beendet) - DNS = Did not start (Regatta nicht angetreten) - DSQ = Disqualifikation - OCS = On the course side of the starting line (Falsche Position bei Start) |

| Rang | Athletinnen                        | Nation             | Regatta   | Regatta | Regatta | Regatta | Regatta   | Regatta | Regatta | Regatta | Regatta  | Regatta | Regatta | Regatta | Regatta | Punkte | Punkte                |
| Rang | Athletinnen                        | Nation             | I         | II      | III     | IV      | V         | VI      | VII     | VIII    | IX       | X       | XI      | XII     | MR      | Gesamt | Mit Streich- ergebnis |
| ---- | ---------------------------------- | ------------------ | --------- | ------- | ------- | ------- | --------- | ------- | ------- | ------- | -------- | ------- | ------- | ------- | ------- | ------ | --------------------- |
| 1    | Martine Grael Kahena Kunze         | Brasilien          | 9         | 1       | 1       | 10      | 2         | 6       | 3       | 3       | 11†      | 2       | 7       | 2       | 2       | 59     | 48                    |
| 2    | Alex Maloney Molly Meech           | Neuseeland         | 6         | 5       | 4       | 4       | 5         | 1       | 6       | 12†     | 3        | 3       | 5       | 5       | 4       | 63     | 51                    |
| 3    | Jena Hansen Katja Salskov-Iversen  | Dänemark           | 21† (UFD) | 2       | 2       | 2       | 4         | 2       | 9       | 16      | 2        | 1       | 2       | 4       | 8       | 75     | 54                    |
| 4    | Támara Echegoyen Berta Betanzos    | Spanien            | 4         | 13†     | 3       | 1       | 11        | 5       | 4       | 1       | 1        | 5       | 10      | 1       | 14      | 73     | 60                    |
| 5    | Giulia Conti Francesca Clapcich    | Italien            | 3         | 7       | 7       | 6       | 10        | 8       | 15†     | 13      | 5        | 6       | 4       | 7       | 6       | 97     | 82                    |
| 6    | Sarah Steyaert Aude Compan         | Frankreich         | 1         | 9       | 10      | 12      | 12        | 13      | 1       | 9       | 4        | 16†     | 1       | 2       | 10      | 101    | 85                    |
| 7    | Annemiek Bekkering Annette Duetz   | Niederlande        | 21† (UFD) | 10      | 12      | 3       | 8         | 3       | 5       | 7       | 13       | 11      | 3       | 10      | 12      | 118    | 97                    |
| 8    | Charlotte Dobson Sophie Ainsworth  | Großbritannien     | 2         | 11      | 5       | 8       | 7         | 10      | 2       | 5       | 9        | 15†     | 14      | 8       | 20      | 116    | 101                   |
| 9    | Victoria Jurczok Anika Lorenz      | Deutschland        | 21† (UFD) | 8       | 8       | 7       | 6         | 7       | 17      | 10      | 7        | 9       | 6       | 9       | 16      | 131    | 110                   |
| 10   | Paris Henken Helena Scutt          | Vereinigte Staaten | 13        | 16†     | 14      | 5       | 1         | 4       | 11      | 8       | 8        | 12      | 13      | 6       | 19      | 128    | 112                   |
| 11   | Lisa Ericson Hanna Klinga          | Schweden           | 11        | 6       | 9       | 15      | 3         | 9       | 10      | 2       | 16†      | 14      | 9       | 15      | –       | 119    | 103                   |
| 12   | Andrea Brewster Saskia Tidey       | Irland             | 8         | 3       | 6       | 18      | 13        | 14      | 19†     | 6       | 18       | 8       | 13      | 12      | –       | 138    | 119                   |
| 13   | Victoria Travascio María Sol Branz | Argentinien        | 14        | 20†     | 13      | 9       | 19        | 13      | 7       | 11      | 10       | 4       | 11      | 19      | –       | 149    | 129                   |
| 14   | Ragna Agerup Maia Agerup           | Norwegen           | 10        | 18†     | 15      | 17      | 9         | 17      | 13      | 4       | 6        | 13      | 17      | 11      | –       | 150    | 132                   |
| 15   | Griselda Khng Sara Tan             | Singapur           | 12        | 19      | 17      | 11      | 14        | 11      | 8       | 20†     | 15       | 7       | 8       | 13      | –       | 155    | 135                   |
| 16   | Erin Rafuse Danielle Boyd          | Kanada             | 5         | 4       | 11      | 16      | 16        | 16      | 18†     | 17      | 12       | 18      | 16      | 14      | –       | 163    | 145                   |
| 17   | Noora Ruskola Camilla Cedercreutz  | Finnland           | 7         | 12      | 16      | 13      | 21† (DSQ) | 15      | 14      | 15      | 14       | 10      | 20      | 18      | –       | 175    | 154                   |
| 18   | Arantza Gumucio Begoña Gumucio     | Chile              | 16        | 14      | 18      | 14      | 15        | 19†     | 12      | 14      | 17       | 17      | 15      | 16      | –       | 187    | 168                   |
| 19   | Kätlin Tammiste Anna Maria Sepp    | Estland            | 15        | 17      | 19      | 20†     | 17        | 18      | 16      | 18      | 19       | 20      | 18      | 17      | –       | 214    | 194                   |
| 20   | Keiko Miyagawa Sena Takano         | Japan              | 21† (UFD) | 15      | 20      | 19      | 18        | 20      | 20      | 19      | 21 (UFD) | 19      | 19      | 20      | –       | 231    | 210                   |